# Slashdot

Logo Slashdot

Slashdot (często pisany w skrócie „/.”, z ang. slash „ukośnik” i dot „kropka”) – popularny serwis internetowy o tematyce naukowo-technicznej, na który składają się krótkie notki o ciekawych stronach w Internecie wraz z linkami do tych stron. Internauci czytający daną notkę mają możliwość dodania własnego komentarza lub wypowiedzi. Zarys notki jest zazwyczaj dostarczany przez internautów odwiedzających serwis Slashdot, a ich akceptacja do umieszczenia na stronach serwisu zależy od redaktorów serwisu. Inne informacje, które pojawiają się na stronach Slashdota, to recenzje filmów, książek i pytania do czytelników serwisu o nazwie „Ask Slashdot”.
Slashdot posługuje się złożonym systemem moderacji i oceny komentarzy przez moderatorów serwisu, rekrutowanych spośród czytelników. Moderatorzy wystawiają każdemu z komentarzy ocenę (w skali od -1 do 5) i dzięki temu czytelnicy mogą wybrać, które komentarze mają być domyślnie widoczne.
Dewiza serwisu Slashdot brzmi: „News for nerds, stuff that matters”, jednak czasem Slashdot jest krytykowany za to, że niejednokrotnie informacje są niesprawdzone lub celowo rozjątrzające w celu wywołania gorącej dyskusji, zamiast poważnego przedstawiania rzetelnych informacji i zrównoważonych komentarzy. 
Czasami umieszczenie linku do jakiegoś serwisu internetowego w notce na Slashdocie powoduje duży wzrost odwiedzających dany serwis, za czym idzie znaczne zwiększenie ruchu internetowego do serwisu. Niektóre serwisy są na taki nagły wzrost popularności zupełnie nieprzygotowane i taki wzrost liczby odwiedzających powoduje znaczne spowolnienie serwisu lub jego całkowite zablokowanie, zwane często efektem Slashdota.
Obecnie serwis jest częścią sieci OSTG, do której należą również NewsForge, ThinkGeek, Linux.com, SourceForge czy Freshmeat.